# Administração Apostólica Pessoal São João Maria Vianney
Administração Apostólica Pessoal São João Maria Vianney (em latim: Administratio Apostolica Personalis Sancti Ioannis Mariae Vianney) é uma circunscrição eclesiástica da Igreja Católica localizada no município brasileiro de Campos dos Goytacazes e seus vizinhos, no estado do Rio de Janeiro. Seu carisma é o uso e a divulgação da "forma extraordinária do rito romano" como "rito próprio" da Administração. Enquanto os fiéis católicos no território de Campos dos Goytacazes ligados à forma e a disciplina nova do rito romano são atendidos pela Diocese de Campos. Os fiéis católicos do mesmo território ligados à forma e a disciplina antiga desse rito são atendidos pela Administração apostólica, dotada de jurisdição pessoal e não-territorial, ou seja, tem autoridade sobre as pessoas, e não sobre o território.
A instituição surgiu de um grupo de padres e fiéis da Diocese de Campos que formavam a União São João Maria Vianney, fundada pelo Bispo emérito da diocese, Dom Antônio de Castro Mayer, em 1981, que tinham como objetivo a celebração da Missa de Pio V e uma posição crítica diante do Concílio Vaticano II e suas reformas. Os padres diocesanos formados por Dom Mayer foram depostos e excluídos, originando o grupo. Tornando-se uma parceira da Fraternidade São Pio X e de Dom Marcel Lefebvre, a União também sagrou um bispo sem nomeação do Papa, Licínio Rangel. Posteriormente em 2002 para regularizar e atender o grupo, o Papa João Paulo II criou uma nova circunscrição eclesiástica em Campos, a atual Administração apostólica São João Maria Vianney, mantendo o rito tridentino como rito próprio, mas aceitando o Concílio e suas reformas. A instituição possui uma posição importante no tradicionalismo católico brasileiro.
O atual Administrador apostólico pessoal é Dom Fernando Arêas Rifan, que é Bispo titular de Cedamusa. Sua sé encontra-se na cidade de Campos, é a "Igreja do Imaculado Coração de Nossa Senhora do Rosário de Fátima", que está sendo construída desde 1990, em estilo neoclássico italiano. Segundo dados da própria Administração, ela possui 12 paróquias atualmente, e atende outras 12 comunidades ao longo do Brasil.

## Legislação e posição jurídica
Uma Administração apostólica, de acordo com o Código de Direito Canônico, é uma circunscrição eclesiástica, equiparada a uma Diocese, que é governada por um Administrador apostólico, que a administra em nome do Papa, estando sujeito exclusivamente a ele. Na maioria dos casos, uma administração apostólica é criada em áreas de missão, onde a infraestrutura para uma diocese ainda não existe.

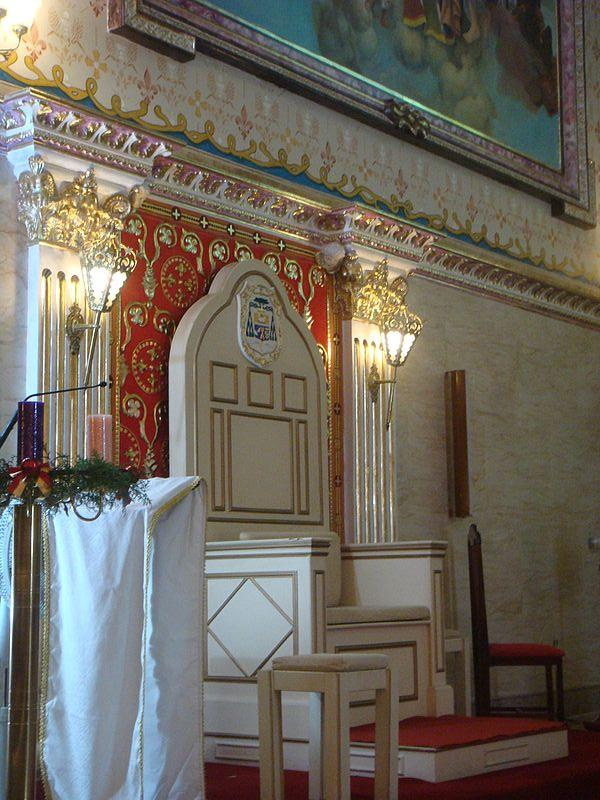
Trono episcopal da Igreja Principal de Campos, 2012. O Administrador apostólico é simultaneamente Bispo, portanto pode usar todas as insígnias próprias do bispo.

A Administração apostólica de Campos por sua vez, é de "natureza pessoal", e não territorial, assim sua jurisdição "embora circunscrita ao território da Diocese de Campos, é sobre os sacerdotes e fiéis da forma antiga do rito romano, tendo o poder de incardinar presbíteros e diáconos". De maneira que todos os fiéis leigos da Administração são registrados em um livro específico, desde os recém-nascidos batizados - trata-se de um caso único no mundo. Todos os fiéis que pertencem à Administração apostólica são ao mesmo tempo fiéis da Diocese de Campos. Mas os fiéis diocesanos, não precisam pertencer à Administração apostólica. A Administração de Campos, portanto, é uma "prelazia apostólica pessoal", dotada de direito de sucessão, semelhante à Prelazia da Opus Dei (criada em 1982).
O Bispo Administrador Apostólico igualmente tem poder ordinário "pessoal", "isto é, sobre as pessoas que fazem parte da Administração apostólica (...) tanto no foro externo como interno, e cumulativo com o poder do Bispo Diocesano de Campos", ou seja, algumas decisões do Bispo Administrado Apostólico só podem ser tomados em conjunto com o Bispo diocesano.
A Administração apostólica São João Vianney se diferencia de outras instituições tradicionalistas católicas, que também tem como rito próprio a forma extraordinária do Rito romano (como a Fraternidade São Pedro, Instituto de Cristo Rei e outros), por estar sujeita exclusivamente e diretamente ao Papa. Enquanto as demais sociedades, estão sujeitas ao controle da Pontifícia Comissão "Ecclesia Dei", da Congregação para o Clero, que supervisiona os grupos ligados ao rito romano antigo.
Alguns canonistas observaram que "para o caso em causa, se poderia pensar ao horizonte aberto do cânon 383 § 2 CIC, isto é, a possibilidade, da parte do Bispo de Campos, de nomear um vigário episcopal que se ocupasse das necessidades espirituais destes fiéis (...) evitando assim a ereção da Administração apostólica". Porém devido a uma série de dificuldades ao longo da história, optou-se pela criação da Administração.
A legislação que rege a Administração apostólica de Campos é composta de três fontes: as normas do direito comum sobre as Administrações Apostólicas contidas no Código de Direito Canônico, as normas particulares do decreto "Animarum Bonum" do Papa João Paulo II, que criou a Administração, e as normas contidas nos decretos dos Dicastérios da Cúria Romana, que regularizam aspectos da vida na Administração. Uma vez que a Administração apostólica é equiparada a uma diocese sujeita ao Papa, ela consta nas publicações do Anuário Pontifício, bem como no Anuário da Igreja do Brasil. Assim sendo ela pertence ao "Regional Leste 1", organizado pela Conferência Nacional dos Bispos do Brasil, e a Província de Niterói, organizada pela Arquidiocese de Niterói.
Dessa forma a Administração apostólica é como uma "'diocese pessoal' com sua cúria, seminário próprio, paróquias, Igrejas, sacerdotes, Institutos de vida consagrada (...), catequistas e fiéis em geral com o privilégio de ter como forma litúrgica própria a antiga forma do Rito, a chamada Missa tradicional, com sua disciplina e costumes".

## História

### Dom Mayer e a Diocese de Campos

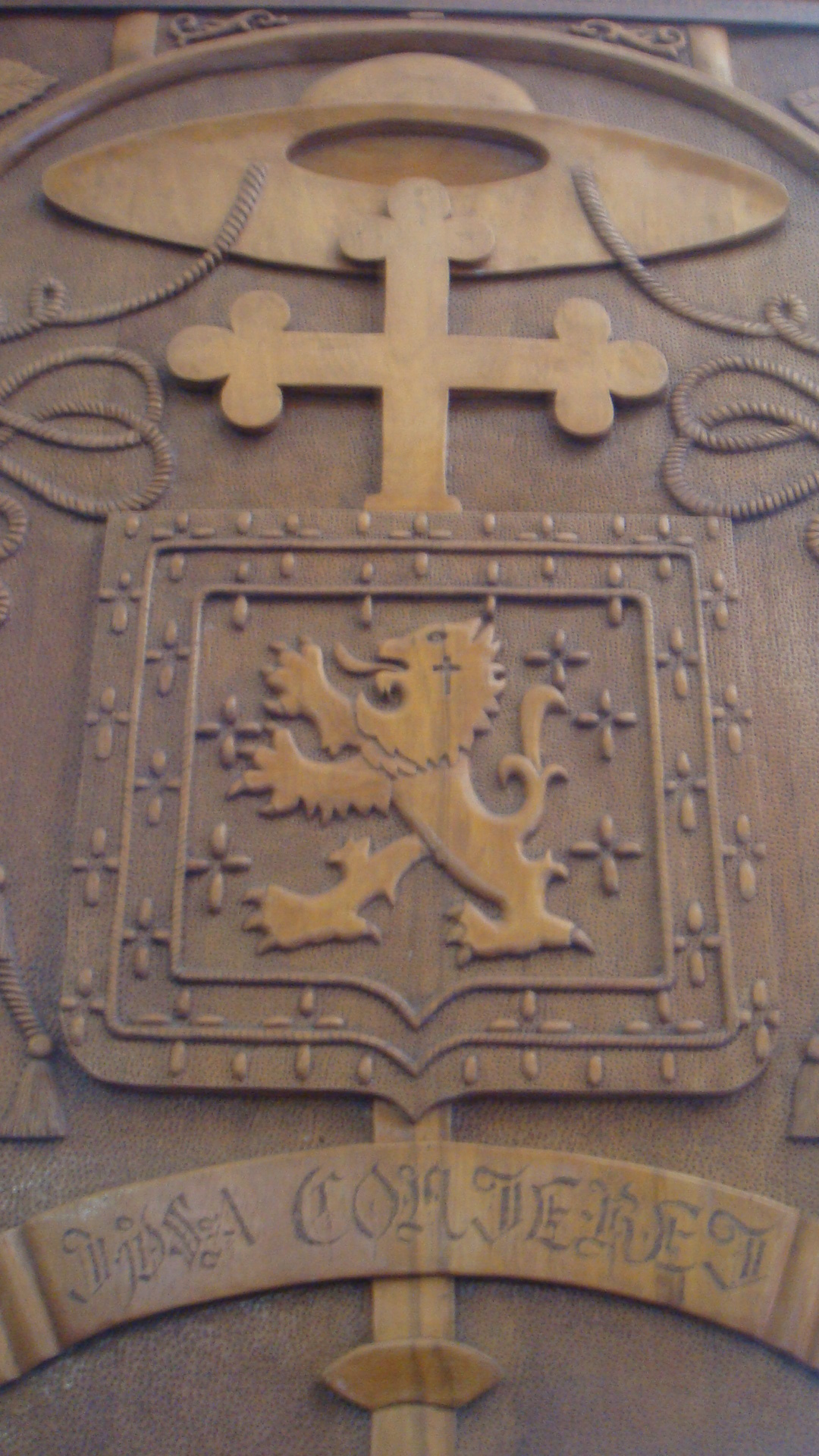
Brasão de Dom Antônio de Castro Mayer, esculpido em uma porta de madeira na "Igreja Matriz Pessoal de Nossa Senhora Aparecida e São Fidélis", pertencente a Administração Apostólica, São Fidélis. Sua ortodoxia e seu brasão, tornaram Dom Mayer conhecido como o "Leão de Campos".

De 3 de janeiro de 1949 a 29 de agosto de 1981, a Diocese de Campos foi chefiada pelo Bispo Dom Antônio de Castro Mayer, prelado conservador, tradicionalista, ortodoxo e apologista da fé católica contra os erros do mundo moderno. Dom Mayer repassou essa visão aos padres e fiéis da diocese, principalmente através de Cartas Pastorais. Dom Mayer enquanto ainda era padre torna-se parceiro de Plínio Correia de Oliveira, e teve um papel importante originalmente na  "Sociedade Tradição, Família e Propriedade" (TFP), associação de leigos tradicionalistas e de militância católica. Dom Mayer como exteriorização da necessidade do combate pela fé católica, colocou em seu brasão pessoal, um leão, o que posteriormente originou seu apelido, como o "Leão de Campos".
Ao participar do Concílio Vaticano II, de 1962 a 1965, Dom Mayer juntamente com outros líderes católicos brasileiros, se reuniu e organizou um grupo dedicado a defender as posturas conservadores da Igreja, denominado Coetus Internationalis Patrum ("Grupo de Padres Internacionais"). Nesse grupo ocupava uma posição proeminente o Arcebispo francês, Marcel Lefebvre. A partir daí inicia-se uma amizade com Dom Lefebvre que seria essencial no período seguinte. Dom Mayer e Dom Lefebvre assinam e aprovam todos os documentos do Concílio. Inicialmente os dois bispos acreditavam que era possível interpretar ortodoxamente seus documentos, e os aceitaram docilmente. Porém os dois bispos sustentaram desde o início que o texto da Dignitatis Humanae era essencialmente errado, ainda assim aprovaram o documento possivelmente por fidelidade e devoção ao Papa, que o aprovou. De fato, Dom Mayer, em 1974, enviou ao Papa Paulo VI uma Carta secreta, em que expunha ao pontífice os erros da Dignitatis Humanae.
Posteriormente seguiu-se a "crise conciliar", em que diversos grupos católicos, especialmente membros do clero, utilizando a reforma do Concílio Vaticano II, reintroduziram o modernismo teológico na Igreja. Dom Mayer em Campos, através de duas cartas pastorais, condenou a interpretação modernista dos documentos conciliares, e ofereceu na Diocese uma interpretação do "aggiornamento" (modernização da Igreja) compatível com a Tradição católica. Dom Mayer nesse contexto preservou a concepção ortodoxa da doutrina católica em Campos, e implantou algumas modificações na liturgia, que o Papa Paulo VI instalara.
Em 3 de Abril de 1969, o Papa Paulo VI instituiu a Missa do Vaticano II, no que Dom Mayer em 12 de setembro, enviou ao Papa uma carta pedindo autorização, que lhe foi concedida, para continuar usando a Missa de Pio V. Na mesma carta, ele expõe ao pontífice um estudo apontando os erros doutrinários da Missa Nova, e seu afastamento da teologia católica e dos dogmas do Concílio de Trento. Mesmo assim, por fidelidade ao papa, Dom Mayer permitiu aos padres que desejassem na diocese celebrar a missa nova, porém a maioria dos padres continuou celebrando a Missa de Pio V e utilizando um apostolado tradicionalista, que atingia a maioria dos fiéis.
Em 1970 Dom Lefebvre funda em Fribourg, Suíça, a Fraternidade São Pio X, que foi aprovada provisoriamente por seis anos. Em seguida a Fraternidade instituiu um seminário em Écône, cuja formação estava orientada para a Missa Tridentina e uma posição crítica diante das reformas do Concílio Vaticano II. Nessa época Dom Mayer e Dom Lefebvre mantinham contato e trocavam correspondências, uma vez que partilhavam das mesmas ideias. Em 1975 a instituição perdeu seu estatuto e não foi mais reconhecida como uma organização dentro da Igreja Católica. Dom Lefebvre mesmo assim seguiu com as ordenações de seus seminaristas como sacerdotes, e devido a falta de estatuto canônico da mesma, ele pediu a Dom Mayer para incardinar e incorporar os padres que ordenava na Diocese de Campos, regularizando sua situação. Dom Mayer atendeu seu pedido (um desses padres tornou-se posteriormente Dom Tissier de Mallerais, um dos bispos da Fraternidade). Dom Mayer também o auxiliou a adquirir o terreno para a construção de um seminário em La Reja, Argentina, o seminário da Fraternidade destinado ao público latino-americano.
Dom Mayer também participava das reuniões convocadas pela CNBB, que crescia em importância, substituindo parcialmente o poder dos bispos e adotando posições da teologia da libertação. Dom Mayer após defender em uma Carta Pastoral o "Syllabus" do Papa Pio IX, documento que condena diversas ideias modernas, sua posição foi publicamente atacada em uma sessão da CNBB. Dessa forma Dom Mayer abandonou as reuniões da conferência, o que foi compreendido pelos bispos como uma reprovação a suas ideias e um isolamento da diocese de Campos.

### Fundação da União Sacerdotal São João Maria Vianney

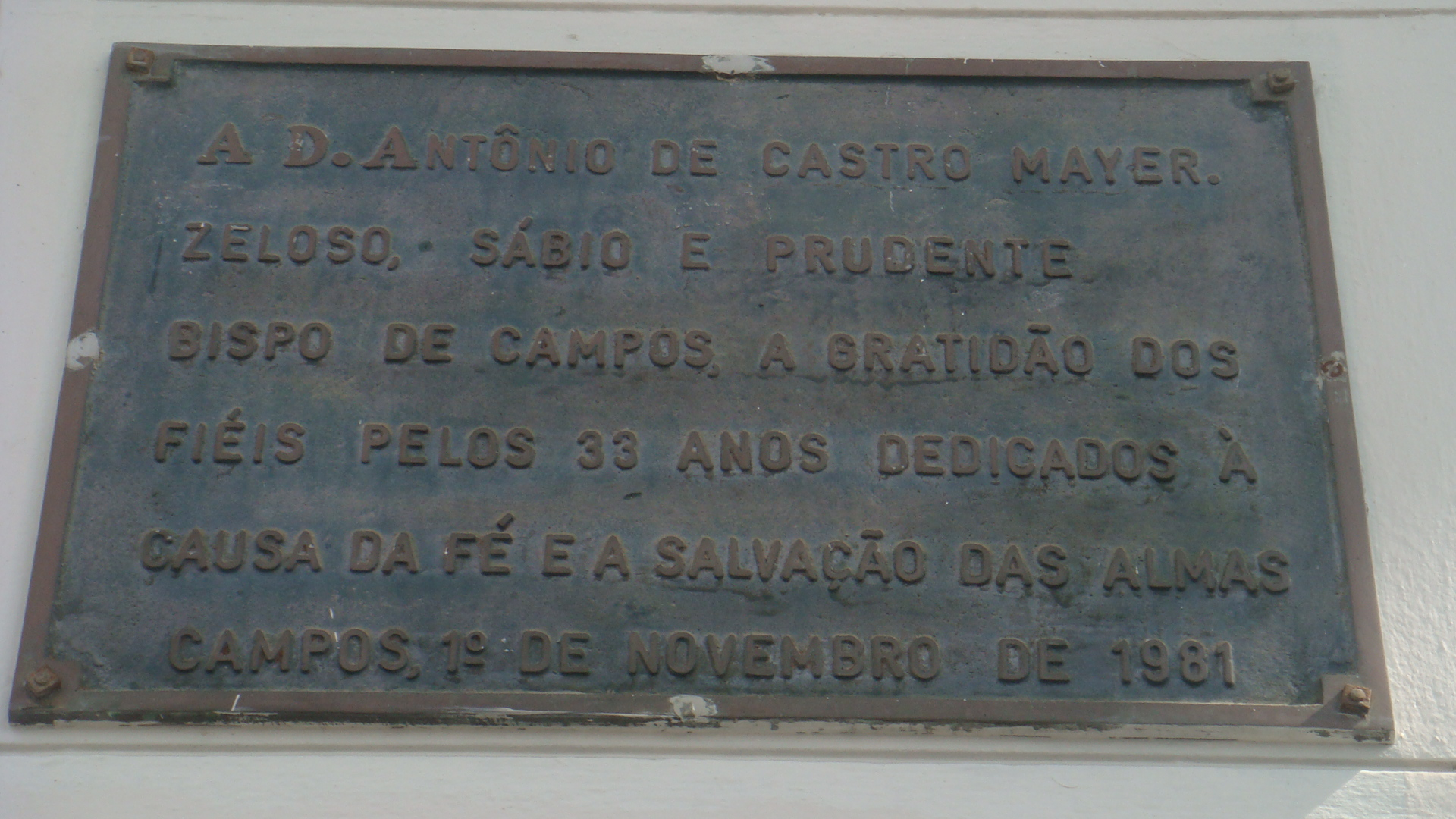
Placa de 1981, após a última Missa Pontifical Solene de Dom Mayer na Catedral de Campos, em sua fachada, dizendo: "A Dom Antonio de Castro Mayer, zeloso, sábio e prudente Bispo de Campos, a gratidão dos fiéis pelos 33 anos dedicados à causa da fé e à salvação das almas."

Em 1981, Dom Mayer tornou-se Bispo emérito, e foi substituído por Dom Alberto Navarro. Na iminência da chegada de Dom Navarro, fiéis de diversas cidades da diocese escreveram dando apoio a Dom Mayer e expressam o desejo de continuarem usando o rito tridentino. Eles também listam reivindicações para o governo da diocese, tais como o ensino do Catecismo de São Pio X, campanha pela moralização dos costumes e das vestes na igreja e fora dela, fidelidade à Tradição da Igreja Católica e a Missa Tridentina, formação tradicional dos seminaristas e padres, uso da batina, combate ao comunismo e contra aborto e eutanásia. Quando Dom Navarro chegou na diocese não atendeu a esses pedidos e instituiu imediatamente a missa de Paulo VI e as demais reformas eclesiais. Isso começou a causar uma cadeia de problemas.
Dom Navarro tomou posse do governo da diocese na Catedral de Campos durante uma missa no rito revisado. Dom Mayer se recusou a participar do evento e preferiu passar simbolicamente sua autoridade para o novo bispo em outra cerimônia fora da Catedral, antes da missa, não participando dela. Durante a missa nova, um grupo de fiéis da TFP fora da igreja passavam folhetos contra a cerimônia, e alardeavam com megafones os fiéis, para não assisti-la. Quando Dom Navarro fez suas primeiras viagens pela diocese em muitas paróquias e capelas rurais, embora fosse recebido pelos fiéis decorosamente, ao se preparar para celebrar a Missa na forma nova, os fiéis saíam das igrejas, deixando-as quase vazias.
Dom Navarro posteriormente fechou os seminários de Campos, expulsando os seminaristas tradicionalistas, e acusou informalmente Dom Mayer e alguns padres de irregularidades na gestão financeira da diocese. Essas acusações foram retratadas em algumas revistas nacionais. Porém Dom Navarro nunca provou ou prestou queixa formal, e somente quando os padres publicaram uma nota pública ameaçando processar o bispo, as acusações cessaram.
Em 25 de agosto de 1982 Dom Navarro proibiu por decreto a celebração da missa de Pio V, e impôs a celebração exclusiva da missa nova, ele dispôs que:
| “ | "1) A todos e a cada um dos sacerdotes (...) nesta Diocese de Campos se preceitua: a) responder-nos, por escrito, individualmente, até 25 de setembro, se aceita, como esperamos, a decisão do Santo Padre; b) a partir do dia 25 de outubro de 1982, o uso EXCLUSIVO dos Livros Litúrgicos aprovados pela Sé Apostólica, e em vigor na Igreja Latina, fazendo-se especial menção da Constituição Apostólica do Santo Padre Paulo VI, de três de abril de 1969, que promulga o Missal Romano restaurado, (...) c) Se algum presbítero ousar desobedecer a quanto se prescreve neste Decreto, o que esperamos não aconteça, fica desde já canonicamente advertido de que seremos obrigados a dar cumprimento aos Sagrados Cânones, com especial menção dos cc. 2331 §§ 1 e 2 e/ou 2337 §§ 1 e 2, dentro das normas do direito em vigor." | ” |

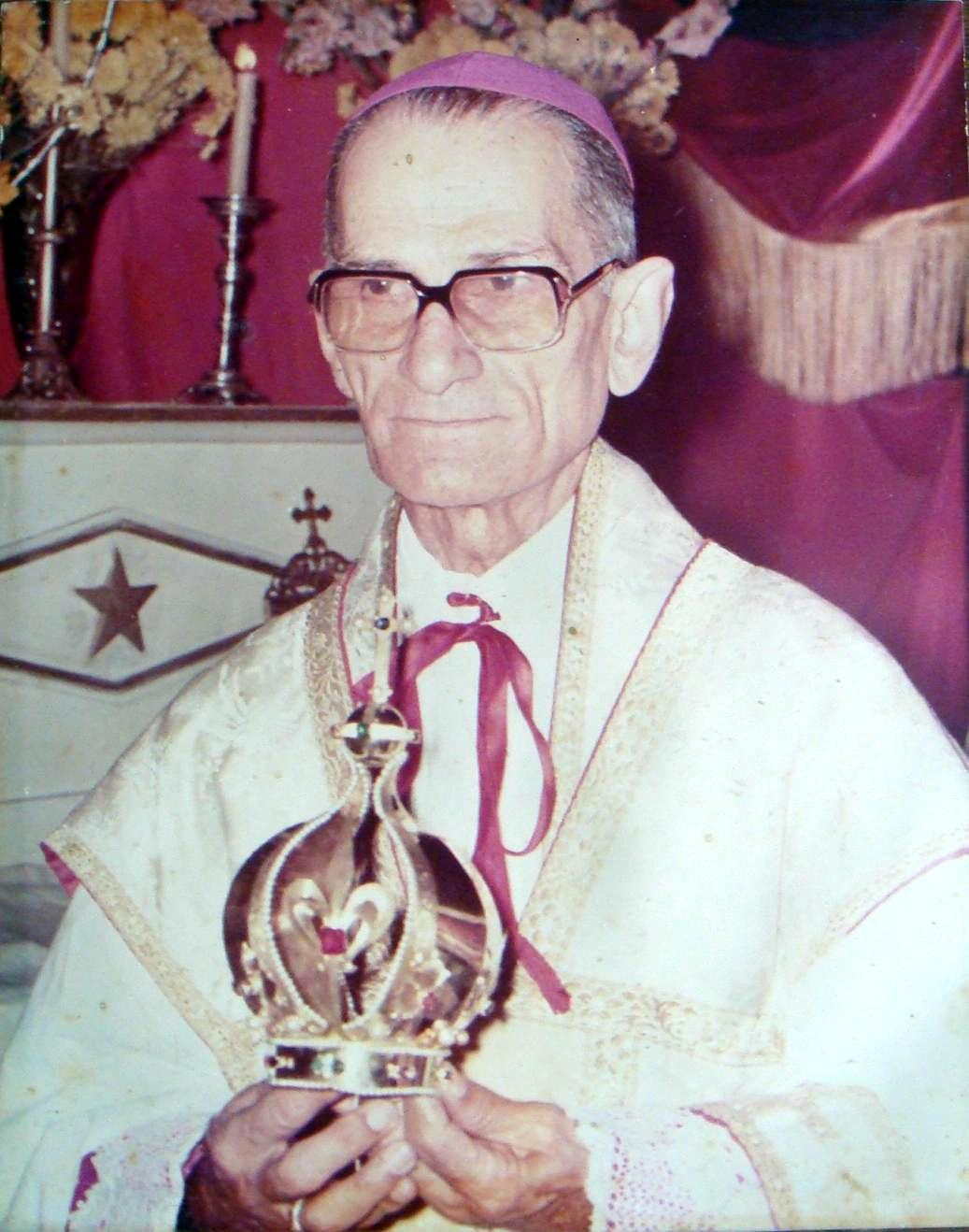
Fotografia de 1973 de Dom Mayer após a missa, usando ainda os paramentos, coroando a "Imagem Peregrina de Nossa Senhora de Fátima" em sua visita a Diocese de Campos.

Os 30 padres formados por Dom Mayer se recusaram a obedecer o Decreto e continuaram rezando a missa tridentina. Um dia antes do prazo máximo estabelecido por Dom Navarro, em 24 de setembro, afirmaram conjuntamente em público, que a Missa tridentina nunca foi revogada e continuava possível e lícito a todos os sacerdotes católicos a rezarem, em razão da bula Quo Primum Tempore, e que eles não podem adotar a Missa nova, devido aos seus diversos erros teológicos. Assim Dom Navarro, seguindo sua ameaça no Decreto, imediatamente os removeu e suspendeu das paróquias. Inicialmente os padres se recusaram a sair das igrejas e das paróquias da diocese apoiados pelos seus fiéis. Dom Navarro então processou nos tribunais civis os mesmos, e ganhando o processo, convocou a força policial para remover os párocos partidários do tradicionalismo. Dessa forma esse grupo de padres foi seguido por milhares de fiéis e criou a União Sacerdotal São João Maria Vianney, atendida e chefiada por Dom Mayer, e cujo porta-voz tornou-se o Pe. Fernando Rifan, que frequentemente aparecia nas mídias sociais para defender o grupo. Em seguida um novo seminário foi fundado e comandado por Pe. José Possidente, e as obras sociais foram dirigidas por Pe. Francisco Apoliano e a “Associação de São Miguel Arcanjo e do Imaculado Coração de Maria”, associação de freiras, criada por ele, que fundam várias casas religiosas. Os outros padres da União Sacerdotal rapidamente começaram a construção de novas capelas, orientadas pelo apostolado tradicionalista.
O núncio apostólico do Brasil da época, Carlo Furno, fez uma visita à Campos em 1983 para dialogar com o grupo, porém não obteve sucesso. Nessa época Dom Lefebvre e Dom Mayer publicam uma Carta aberta ao 
Papa, em que expõem os principais erros do Concílio Vaticano II.
Originalmente a União Sacerdotal era profundamente ligada a TFP, no entanto essa relação passou a se deteriorar lentamente, e em 1984 Dom Mayer e seu grupo separam-se definitivamente da mesma e de Plínio Correia de Oliveira, considerando-a uma seita publicamente. Em 1987 a União Sacerdotal também passou a auxiliar o "Grupo Permanência" e o "Mosteiro da Santa Cruz", no Rio de Janeiro e Niterói, duas instituições de leigos e monges tradicionalistas respectivamente. Posteriormente em 2002, com sua regularização, a União Sacerdotal rompe também com a Permanência e seu Mosteiro.
Em 30 de junho de 1988, Dom Mayer juntou-se com Dom Lefebvre, em consagrar como bispos em Écône, quatro sacerdotes da Fraternidade, Bernard Fellay, Tissier de Mallerais, Alfonso de Galarreta e Richard Williamson, sem autorização (mandato pontifício) do Papa João Paulo II. Dom Mayer foi com Pe. Rifan, Pe. Possidente, e Pe. Eduardo Athayde, seu melhor amigo. Devido a esta ação, o Papa declarou por meio da Carta Apostólica Eclesia Dei, que os bispos incorreram em excomunhão, e se separaram da Igreja.
Inicialmente Dom Mayer e Dom Lefebvre sustentaram que era possível interpretar ortodoxamente os documentos do Concílio Vaticano II, e os aceitaram docilmente. Porém gradativamente nos anos imediatos após o Concílio, 
os dois bispos e diversos outros autores com posições semelhantes, desenvolveram seu pensamento de forma a concluir que o conjunto do Concílio e da Missa Nova seriam errôneos, e deviam ser combatidos como tais. Essa posição foi exteriorizada em vários manifestos e livros de Dom Mayer e da União Sacerdotal, bem como artigos do jornal "Heri et Hodie", pertencente a União. Dentre os mais notáveis, estão "A Missa Nova: um caso de consciência", que defendia a heterodoxia da missa nova, e "Verdade X Autoridade", que defendia o liberalismo do magistério atual, escritos pelo então Pe. Rifan e pelos demais padres da União.

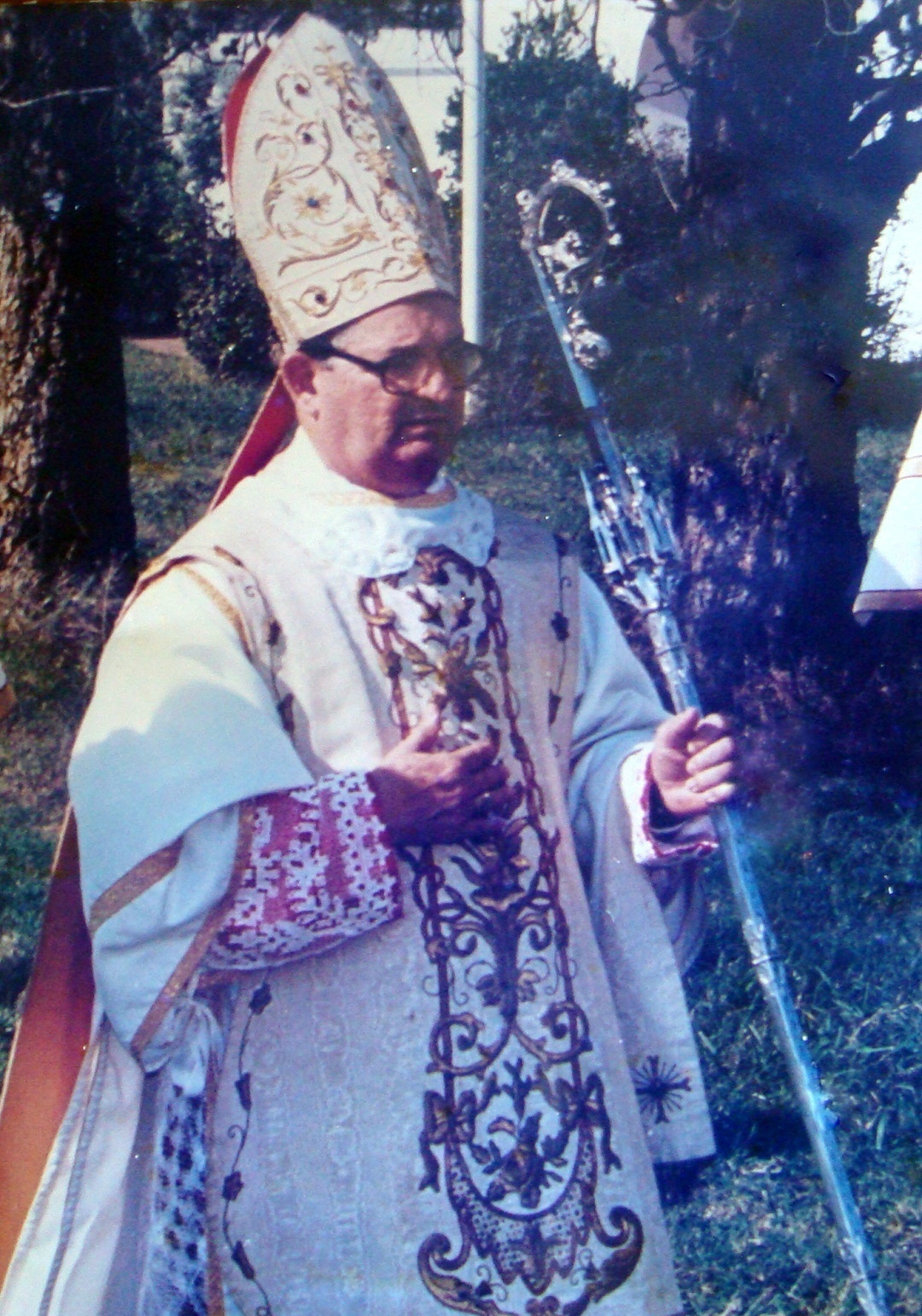
Dom Licínio Rangel em 1991, usando os paramentos para celebrar uma Missa Pontifical, está revestido de casula e mitra pertencentes a Dom Mayer e o báculo de Dom Lefebvre.

Em 1990 Dom Navarro foi transferido para a Arquidiocese de Niterói, sendo nomeado bispo Dom João Corso, que era o juiz da Rota Romana responsável pelos processos movidos pelos padres da União Sacerdotal contra Dom Navarro na Congregação para o Clero, que foram encerrados favoráveis ao bispo. Estudiosos afirmam que a CNBB, especialmente Eugênio Sales, e a Santa Sé se uniram na época para nomear bispos que combatessem o tradicionalismo em Campos e implantassem as reformas, o que se deu com Dom Navarro e Dom Corso, por isso o primeiro foi depois promovido a Arcebispo, como recompensa por seus atos.
Em 4 de dezembro de 1990 Dom Lefebvre escreveu uma carta a Dom Mayer, sugerindo a ele sagrar um bispo que pudesse continuar seu trabalho no Brasil, na ocasião Dom Mayer estava idoso, enfermo e impossibilitado de 
ministrar os sacramentos, e faleceu em abril de 1991. Dom Mayer antes disso indicou dois padres, um dos quais devia ser escolhido como seu sucessor e sagrado Bispo pela Fraternidade: Pe. José Possidente e Pe. Licínio Rangel. Na iminência de sua morte, Dom Mayer incentiva seus fiéis em um artigo público a permanecer firmes em sua postura ortodoxa, na “doutrina dos Papas e concílios anteriores ao Vaticano II, doutrina dos Apóstolos e de Nosso Senhor. Que posso desejar senão que todos os católicos guardem inviolável este tesouro inestimável?”.
Em seguida a morte de Dom Mayer, o clero da União Sacerdotal realizou uma reunião fechada, e escolheu Pe. Rangel como seu chefe. Em seguida assim solicitaram aos Bispos da Fraternidade para sagrá-lo, o que foi feito em 28 de julho de 1991, em São Fidélis, por Dom Tissier de Mallerais, que foi acompanhado pelos demais bispos da Fraternidade. O evento tornou-se notório e foi noticiado pelos principais jornais da época no Brasil, como O Dia, O Globo, Jornal do Brasil e Jornal Manchete. Dom Rangel também foi excomungado pelo papa no dia seguinte a sua sagração e Dom João Corso providenciou que o decreto de excomunhão fosse lido nas paróquias da diocese e advertiu que os fiéis que aderissem ao grupo incorreriam na mesma excomunhão. Pe. Possidente, Pe. Rifan e Pe. Athayde tinham uma grande influência que limitava a ação de Dom Rangel, que possuía um temperamento reservado e tímido.
Dessa maneira em Campos simultaneamente existiam como que duas dioceses com seus respectivos bispos e paróquias, uma celebrando a missa e a disciplina nova da Igreja, e outra celebrando a missa e a disciplina antiga da mesma. Assim este grupo se considerou a "igreja no exílio de Campos", e externamente ficou conhecido como os "tradicionalistas de Campos".

### Regularização pela Santa Sé
Juntamente com a Fraternidade São Pio X, o grupo de sacerdotes de Campos fez uma peregrinação a Roma, durante o Jubileu do ano 2000 e foram recebidos pelo Cardeal Darío Castrillón Hoyos, presidente da Pontifícia Comissão Ecclesia Dei, com um almoço, seguido de um diálogo. Dom Rangel não pode estar presente nas negociações, e foi representado pelo Pe. Rifan.
Dom Rangel enviou Pe. Rifan a Menzingen, Suiça, na "Casa geral" da Fraternidade  São Pio X, para uma reunião em 13 de janeiro de 2001 e depois em 24 de abril de 2001, em que estavam presentes os seus quatro bispos, para discutirem sobre as negociações com o papado. Esse foi o último contato da Fraternidade com os padres de Campos. Depois disso a Fraternidade retirou-se das negociações, e Campos decidiu continuar e procurar uma regularização jurídica por conta própria.
Posteriormente quando a Santa Sé ofereceu a oportunidade de regularização com o reconhecimento da sagração de um bispo para a Missa tridentina, Dom Rangel declarou que a necessidade de manter seu episcopado contra a vontade do Papa, havia cessado. Nunca foi revelado publicamente quais exigências a Santa Sé fez para atender ao pedido da União, embora na época Pe. Rifan tenha sustentando que sua posição doutrinária permaneceria a mesma, possivelmente o papado exigiu uma mudança de pensamento no grupo, para aceitar totalmente o Concílio Vaticano II e a Missa Nova, o que de fato ocorreu em seguida. Em 5 de junho de 2001, a União Sacerdotal escreveu uma Carta oficial a Dom Fellay, apresentando 28 razões pelas quais era necessária sua regularização, que não obteve resposta.

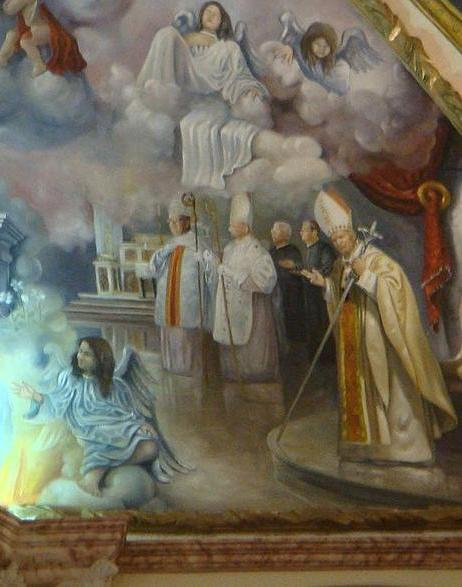
A história da União Sacerdotal pintada em um afresco da "Igreja Principal". A direita estão os Bispos Dom Mayer e Rangel paramentados, pintados no paraíso com anjos. Atrás deles Pe. Rifan e Pe. Possidente (fundador do Seminário). E abaixo o Papa João Paulo II, que regularizou o grupo.

Assim com as garantias oferecidas pela Santa Sé e como parte central de seu pedido, seguindo a orientação dada anteriormente pela mesma, o grupo escreveu em 15 de agosto de 2001, uma carta ao Papa João Paulo II, renovando a profissão de fé católica, e declarando total obediência ao pontífice. Diante dessa situação, as relações entre os padres de Campos e a Fraternidade se deterioraram imediatamente, uma vez que a última não aprovava uma regularização canônica, e a união com a Santa Sé.
No dia de Natal (25 de dezembro) de 2001, o Papa João Paulo II respondeu com a carta autógrafa "Eclesiae Unitas", informando aos sacerdotes que criaria para salvaguardar sua identidade litúrgica uma administração apostólica pessoal, cujos documentos legislativos já estavam sendo preparados, retira a excomunhão de Dom Rangel, devido a sua ordenação episcopal ilícita, e quaisquer outras penalidades existentes, bem como assegura a futura liderança de Dom Rangel no grupo e sua sucessão episcopal.
Quando a legislação necessária tinha sido elaborada, o Papa então estabeleceu para o grupo de Campos, com efeitos desde 18 de Janeiro de 2002, através do decreto "Animarum bonum", uma Administração Apostólica Pessoal, denominada "São João Maria Vianney". Dom Licício Rangel foi reconhecido como Administrador apostólico, e nomeado Bispo de Zarna. Na data de entrada em vigor do novo acordo, foi realizada uma cerimônia fora da missa em Campos, na sua Catedral, a "Basílica do Santíssimo Salvador", com o Cardeal Darío Castrillón Hoyos, o Cardeal Dom Eugênio Sales, Dom Roberto Guimarães, então Bispo de Campos, e Dom Rangel, assinalando o fim da crise e a fundação da Administração apostólica. Dom Roberto Guimarães declarou na ocasião, que a união favorecerá a unidade e a identidade da igreja. Dom Rangel, por sua vez, afirmou em conjunto com os sacerdotes da Administração Apostólica que reconhecia o Concílio Vaticano II como um concílio legítimo, bem como a missa nova. Embora afirma desejar um diálogo sobre essas questões. Em seguida os padres publicam conjuntamente uma nota denominada "Precisões dos Padres de Campos sobre seu reconhecimento pela Santa Sé", e Pe. Rifan igualmente publica outro artigo sob forma de perguntas e respostas referente ao evento. Ambos defendem que a nova situação foi um "reconhecimento pela Santa Sé" da União Sacerdotal e não implicou uma mudança doutrinária no grupo.
Posteriormente dois decretos da Santa Sé, de julho e novembro de 2002, emanados pela Congregação para o Culto Divino, e pela Congregação para o Clero, autorizam o uso do Missal de 1962 nas igrejas da Administração Apostólica, por sacerdotes que não pertencem a ela, bem como o atendimento pelos sacerdotes da Administração, dos fiéis ligados à liturgia tradicional, que se encontram fora do território de sua jurisdição, podendo ser erigidas "paróquias pessoais" para atendê-los, que porém, permanecem sob a jurisdição do Bispo diocesano daquele local.
Temos que  notar que: "A grande diferença na querela da União Sacerdotal São João Maria Vianney com Roma em Vista a outros grupos tradicionais é a de que, foi uma Diocese, praticamente inteira, que  nunca aderiu ao novo ordo, coisa nunca antes vista nas Américas. Com  a regularização junto a Roma, muito embora com um carácter pessoal, a Administração Apostólica tem quase que um carácter  territorial, visto que  Campos é o seu  referencial". Novamente lembremos que uma Administração apostólica "é uma determinada porção do povo de Deus que, por razões especiais e particularmente graves, não é erigida pelo Romano Pontífice como Diocese e cujo cuidado pastoral é confiado a um Administrador apostólico, que a governa em nome do Sumo Pontífice (can. 371 §2 CIC).

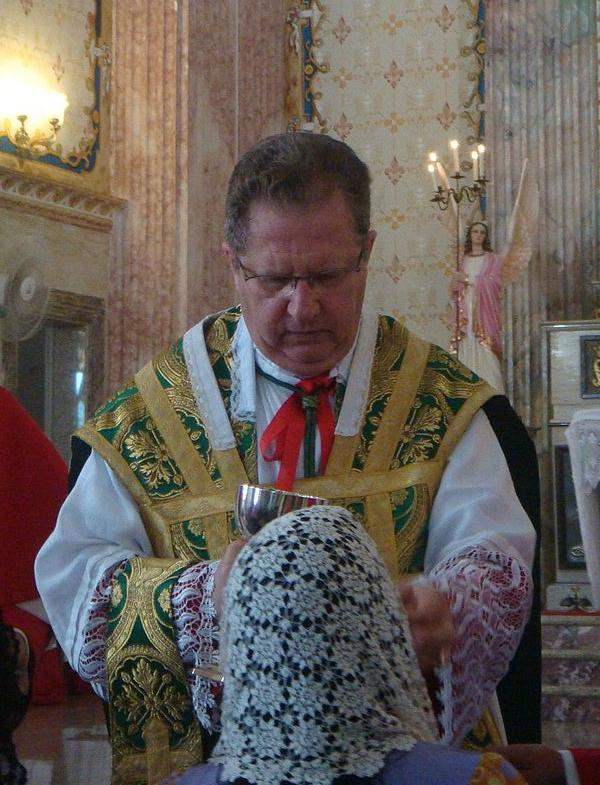
Dom Rifan distribuindo Eucaristia para uma católica ajoelhada e vestindo véu branco, em uma Missa na "Igreja Principal".

### Atualidade
Em 2002 devido a saúde e a idade de Dom Rangel, Pe. Fernando Rifan foi nomeado pelo Papa como seu Bispo-coadjutor, que com a morte de Dom Rangel em 2003, torna-se Administrador de Campos, sendo nomeado Bispo de Cedamusa, e consagrado pelo Cardeal Darío Castrillón Hoyos em Campos, "assim Mosenhor Rifan tornou-se o primeiro bispo consagrado no apostolado tradicional desde a introdução da reforma de Paulo VI".
Dom Rifan, afastando-se das posições anteriores de Dom Mayer e Dom Rangel, editou uma série de Cartas Pastorais, em que defende a interpretação de continuidade de todo o Concílio Vaticano II e suas reformas, condenando como cismáticas e errôneas as posições defendidas pela Fraternidade São Pio X.
Em 2012, a Administração Apostólica completou 10 anos de criação, para festejar, Dom Rifan escreveu uma Carta Pastoral na qual propunha que o lema da comemoração seria a frase do salmo 88: “Misericordias Domini in aeternum cantabo” (“Cantarei eternamente as misericórdias do Senhor”), e como tema: “10 anos de graças: gratidão, reflexão e missão”, bem como na data de sua ereção canônica, Dom Rifan celebrou uma Missa Solene Pontifical com a assistência dos Bispos da Província de Niterói, no Complexo da Igreja Principal.
Atualmente a Administração é pouco noticiada na mídia, embora receba uma enorme "atenção de blogs".

## Membros

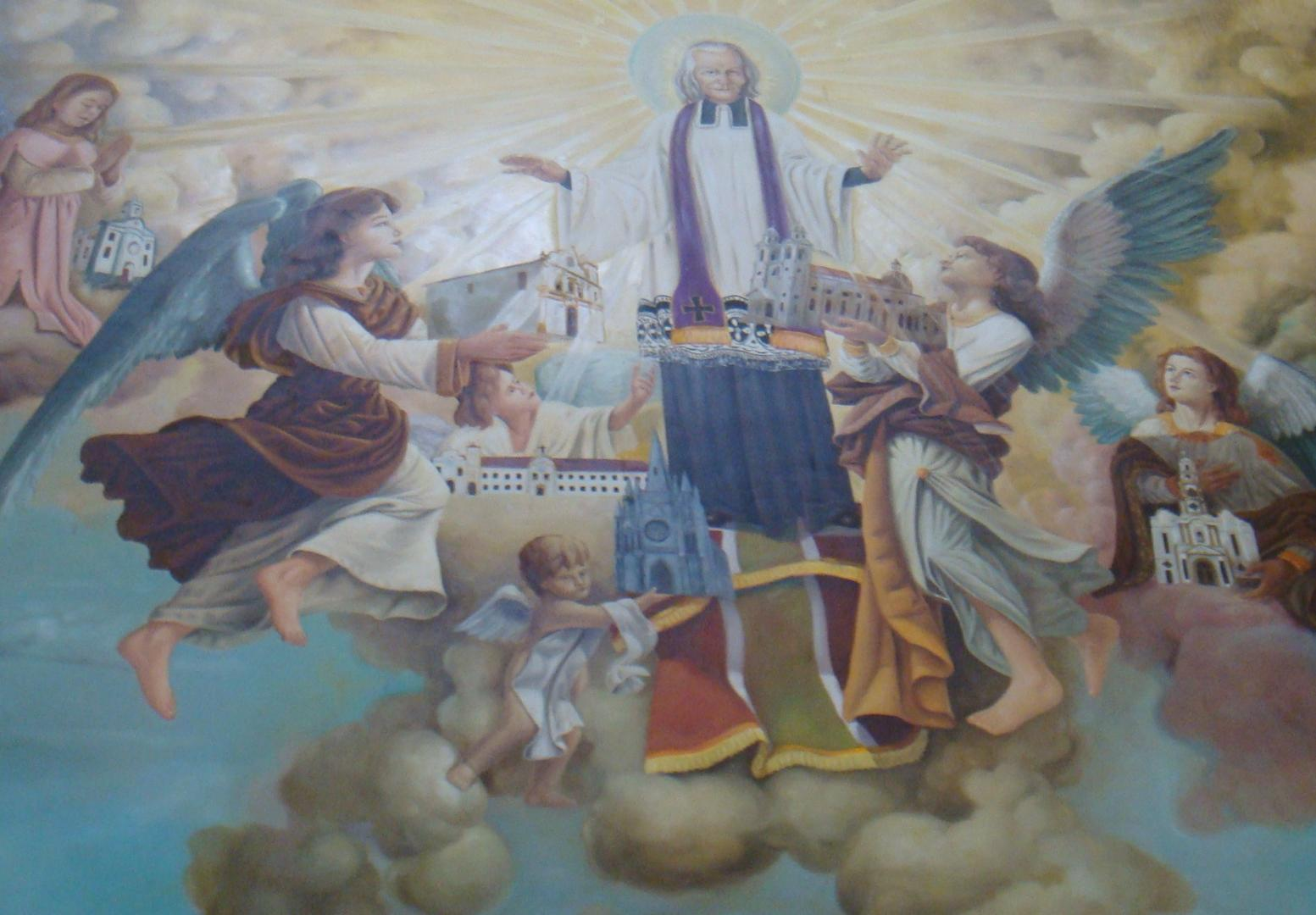
Afresco das paróquias da Administração pessoal, todas já finalizadas, sendo trazidas por anjos para serem abençoadas por São João Maria Vianney, padroeiro da mesma, na parede esquerda do presbitério da "Igreja Principal" da Administração pessoal.

No final de 2003 foram publicadas estatísticas separadas pela primeira vez, sobre a Diocese de Campos e a nova administração apostólica, a última relatou que atendia 28.325 católicos, 28 sacerdotes, 9 seminaristas, 75 irmãs religiosas e 15 escolas, enquanto a diocese relatou o atendimento de 854.000 católicos, 48 padres diocesanos e 17 religiosos, 30 seminaristas, 19 irmãos religiosos, 67 religiosas, e 5 escolas.
Os números correspondentes em 2012 foram, para a administração apostólica pessoal, 30.733 católicos, 40 sacerdotes, 32 seminaristas, 2 irmãos religiosos, 100 irmãs religiosas, 2 asilos, 2 orfanatos, e 15 escolas. Atualmente a Administração mantém relações cordiais e amigáveis com a Diocese de Campos em todos os níveis.
A Administração também possui diversas "Associações Públicas de Fiéis", das quais se destacam a Congregação Mariana; o Apostolado da Oração; a Liga Católica Jesus, Maria e José; e a Cruzada Eucarística.

## Vida consagrada
Para além da vida dos Padres e seminaristas, destaca-se também a presença de irmãs religiosas dentro da Administração. Atualmente existem dois Institutos voltados para a vida consagrada feminina que são:
- Servas de Maria Auxiliadora: Fundado em 15/08/1988, atualmente conta com 17 irmãs que, neste Instituto, inspiradas na Santíssima Virgem Maria, tem como carisma o testemunhar a Nosso Senhor Jesus Cristo, em conformar-se com a sua pessoa e seu estilo de vida e, ao mesmo tempo, dedicam os seus dias no serviço de Deus e da Igreja.
- Instituto Religioso Imaculado Coração de Maria e São Miguel Arcanjo.

## Paróquias
Atualmente, a Administração apostólica possui 12 paróquias, uma quase-paróquia, e 4 reitorias. No total possui 115 templos, e mais 12 comunidades ao longo do Brasil, que são atendidas pelos padres da Administração, por pedido de seus fiéis. Essa organização foi construída por Dom Licínio Rangel, em 2002, juntamente com a Cúria diocesana, o Conselho de Governo, e o Conselho Econômico. As paróquias e entidades da Administração são:
| Paróquia                                                                 | Local                   | Comunidades |
| ------------------------------------------------------------------------ | ----------------------- | ----------- |
| Paróquia do Imaculado Conceição de Nossa Senhora do Rosário de Fátima    | Campos                  | 5           |
| Paróquia de Nossa Senhora do Terço                                       | Campos                  | 3           |
| Paróquia de Nossa Senhora da Conceição                                   | Ururaí                  | 4           |
| Paróquia São Geraldo Magela                                              | Guarus-Campos           | 2           |
| Paróquia do Senhor Bom Jesus Crucificado e do Imaculado Coração de Maria | Bom Jesus do Itabapoana | 20          |
| Paróquia de Nossa Senhora do Rosário de Fátima e São Geraldo             | Itaperuna               | 2           |
| Paróquia de Nossa Senhora das Graças                                     | Natividade              | 4           |
| Paróquia de Nossa Senhora Aparecida                                      | Porciúncula             | 2           |
| Paróquia de Nossa Senhora do Rosário de Fátima e Santa Antônio           | Santo Antônio de Pádua  | 15          |
| Paróquia de Nossa Senhora Aparecida e São Fidélis                        | São Fidélis             | 24          |
| Paróquia de Nossa Senhora das Graças                                     | São João da Barra       | 2           |
| Quase-Paróquia de São Judas Tadeu e Santa Clara                          | Santa Clara             | 9           |
| Reitoria de Nossa Senhora do Carmo                                       | Varre-Sai               | 6           |
| Reitoria de Nossa Senhora Aparecida                                      | Campos                  |             |
| Reitoria de Nossa Senhora do Carmo                                       | Campos                  |             |
| Reitoria de São José                                                     | Campos                  |             |

As comunidades que a Administração auxilia ao longo do Brasil são:
| Local                      | Igreja                                                                   |
| -------------------------- | ------------------------------------------------------------------------ |
| Rio de Janeiro (RJ)        | Igreja Nossa Senhora do Carmo da Antiga Sé                               |
| Rio de Janeiro (RJ)        | Paróquia São Brás (Madureira)                                            |
| Rio de Janeiro (RJ)        | Paróquia Jesus Bom Pastor (Anchieta)                                     |
| Rio de Janeiro (RJ)        | Paróquia Nossa da Conceição de Ramos / Capela Jesus Ressuscitado (Ramos) |
| Rio de Janeiro (RJ)        | Igreja de São Pedro (Santíssimo)                                         |
| Rio de Janeiro (RJ)        | Paróquia Nossa Senhora de Fátima de Olaria (Olaria)                      |
| Nova Iguaçu (RJ)           | Igreja Nossa Senhora do Perpétuo Socorro e São Judas Tadeu               |
| Nova Iguaçu (RJ)           | Capela de São José                                                       |
| Niterói (RJ)               | Capela do Colégio Nossa Senhora das Mercês                               |
| Sepetiba (RJ)              | Convento de Santa Teresinha                                              |
| Volta Redonda (RJ)         | Igreja Nossa Senhora do Perpétuo Socorro                                 |
| São João de Meriti (RJ)    | Comunidade Santa Teresinha                                               |
| Arraial do Cabo (RJ)       | Igreja de Nossa Senhora                                                  |
| São Paulo (SP)             | Igreja de Santa Luzia e do Menino Jesus; Nossa Senhora da Morte          |
| São Bernardo do Campo (SP) | Capela de Nossa Senhora de Fátima                                        |
| Belo Horizonte (MG)        | Nossa Senhora do Líbano (Floresta)                                       |
| Guiricema (MG)             | Santa Montanha                                                           |
| São Lourenço (MG)          | Educandário Santa Cecília                                                |
| Vitória (ES)               | Capela de Santa Luzia / Igreja de São Gonçalo                            |

## Seminário

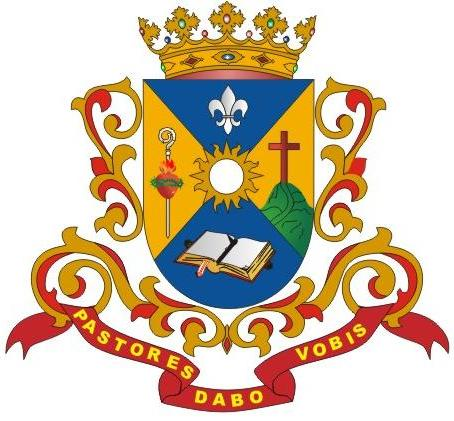
O Brasão do Seminário da Imaculada Conceição, da Administração apostólica.

O decreto "Animarum Bonum" de 2002, autorizou a ereção canônica de um Seminário na Administração apostólica, o que foi feito imediatamente, sendo fundado o "Seminário da Imaculada Conceição", localizado em Campos. Atualmente, há apenas o Seminário Maior, que é dividido em três etapas: um ano de Espiritualidade (propedêutico), três anos de Filosofia e quatro anos de Teologia. No início do curso de Filosofia, os seminaristas recebem a batina, hábito de uso diário obrigatório a partir dali. No curso de Teologia, os seminaristas recebem a tonsura clerical: as ordens menores (ostiariato, leitorato, exorcistato e acolitato), e posteriormente as ordens do subdiaconato e do diaconato. Estudam também na instituição seminaristas de outros lugares, atualmente alguns missionários da África.
Atualmente é o único seminário na América Latina, em comunhão com o Papa que oferece uma formação espiritual e intelectual orientada para a forma extraordinária do Rito Romano.
Desde os anos 60, até 1981, a diocese de Campos possuía dois seminários, o seminário menor localizado na cidade de Varre-Sai, no extremo norte da diocese, e o seminário maior, localizado em Campos, ambos fundados pelo então Bispo da diocese, Dom Mayer. Após a publicação da Missa Nova, Dom Mayer manteve a formação dos seminários centrados no rito tradicional da missa.
Em 1981, ao ser substituído por Dom Navarro, quando "Dom Mayer entregou seu molho de chaves do seminário a um representante do novo bispo, chorou abertamente, talvez a primeira vez que chorava em público desde a carta chegada de Roma anunciando a instituição da Novus Ordo Missae”, posteriormente Dom Navarro fechou os seminários de Campos e expulsou os seminaristas, como meio de eliminar a formação orientada para a missa tridentina. Pe. José Possidente era o responsável pelos seminários da diocese, e posteriormente foi o fundador do novo seminário da União Sacerdotal. Algum tempo depois os mesmos seminaristas tiveram seus estudos pagos no "Seminário de La Reja", da Fraternidade São Pio X, na Argentina. Com a regularização do grupo pelo papado, de 2002 até 2010, o novo seminário da Administração localizou-se no centro de Campos, e desde 2010 iniciou-se a construção de um novo seminário no interior da cidade, sendo edificado em estilo colonial português.

## Obras sociais
Em 2012 a Administração possuía 2 asilos, 2 orfanatos, e 15 escolas, onde seu trabalho social se conjuga. As escolas da Administração tinham no mesmo ano, cerca de 200 professores e 3000 alunos. Em janeiro de 2008, Dom Rifan escreveu a “Carta de princípios das nossas Escolas Católicas”, que orienta a manutenção dos colégios da Administração.
A Administração também realiza atendimento a famílias carentes nas favelas e na zona rural de Campos, bem como oferece cursos profissionalizantes gratuitos.
A Administração possui uma editora e gráfica própria, a "Editora Dom Licínio", que imprime as cartas pastorais e orientações dos Bispos, os folhetos litúrgicos e algumas obras sobre doutrina e teologia da Administração, tais como o DVD "A Santa Missa no Rito tridentino", e o livro "Liturgia da Semana da Santa".

## Liturgia e piedade
O Papa João Paulo II já em sua carta autógrafa "Eclesiae Unitas" do Natal de 2001, e posteriormente na ereção da Administração Apostólica, com o decreto "Animarum Bonum", concedeu a esta, a faculdade de celebrar a Missa, Breviário, sacramentos, sacramentais, Calendário litúrgico, bem como toda a disciplina litúrgica conforme as edições do Papa São Pio V, em 1570, até São João XXIII em 1962, anteriores as reformas litúrgicas do Papa Paulo VI, a partir de 1965, constituindo-se como "rito próprio" da Administração. A partir de 2009 a Administração editou um "Ordo Liturgicus" ("Ordinário Litúrgico"), no qual regulariza as especificações e peculiaridades do rito próprio da mesma, que é atualizado todo ano.
A arquitetura, a indumentária e a arte sacra na Administração de Campos, também desconsiderou a evolução que a estética na Igreja Latina passou a partir dos anos 50, influenciada principalmente pelo modernismo, idealismo e subjetivismo, e não interrompeu o uso da estética e das formas anteriores, presentes na Tradição católica. Os paramentos litúrgicos da Administração por sua vez, são fabricados por um grupo de freiras que surgiu dentro da própria Administração, o "Instituto Imaculado Coração de Maria e São Miguel Arcanjo". Nos anos 90 os padres de Campos haviam publicado um missal para leigos, o "Missal Dominical Popular", com os textos da missa tridentina em latim e português e uma justificativa doutrinária das razões pelos quais não se deveria aderir a missa nova e as mudanças da Igreja.
A Administração pessoal defende que prefere a liturgia antiga por "sua precisão teológica, principalmente no que diz respeito aos dogmas eucarísticos. Aparece mais o sentido do sagrado numa liturgia mais vertical. Pela precisão nas rubricas, está menos sujeita a alterações, o que dá uma certa garantia contra as inovações que podem ocorrer fruto de um mal conhecimento do verdadeiro sentido litúrgico". Também apontam para os 22 ritos diferentes de celebração da missa, existentes nas igrejas orientais em união com o papa, como um fato que atesta a normalidade e a convivência entre ritos diversos na Igreja Católica.
Dom Rifan permitiu, embasado no Motu Proprio Summorum Pontificum, do papa Bento XVI , mudanças na celebração da missa tridentina, tais como a prática frequente da "Missa dialogada", em que as respostas da liturgia são recitadas pelo laicado, e não somente pelo coroinha, o fornecimento em algumas paróquias aos domingos e solenidades de um "Folheto Litúrgico" intitulado "Dies Domini" (que possui as orações e respostas dos leigos na missa, em português e latim), e a instituição de "comentadores leigos" para as missas, que explicam as cerimônias e realizam orações populares nela. Também na missa rezada, houve mudanças nos cânticos dos leigos na missa, que anteriormente eram somente anteriores ao Concílio Vaticano II, e atualmente são também cantos novos, populares (no sentido de ser facilmente entendido pelo povo).
A leitura da Epístola e do Evangelho nas Missas rezadas, conforme a legislação da Igreja, deve ser proclamada em vernáculo, usando traduções da Sagrada Escritura aprovadas pela respectiva Conferência Episcopal para uso litúrgico, eventualmente utilizando o texto completo da Bíblia e escolhendo as perícopes indicadas no Missal de 1962. Todas as paróquias possuem sua própria schola cantorum, que frequentemente usa cantos tradicionais em português para a missa, enquanto nas missas solenes, sempre usa-se o canto gregoriano em latim.
Em 1970 Dom Mayer publicou uma "Carta Circular sobre a reverência aos Santos Sacramentos", sobre a aplicação do aggiornamento na diocese de Campos, na qual ordena que as devoções em vigor dos fiéis na administração dos sacramentos deviam ser mantidas, como a comunhão de joelhos, a confissão individual e auricular, bem como o uso pelas mulheres de saia, e de véu na cabeça nos templos católicos, ao qual, Dom Mayer considerava práticas eficazes contra a "explosão do liberalismo sensual moderno". Posteriormente os padres distribuíram folhetos e estudos afirmando serem esses costumes exigências da Igreja, e não recebendo mulheres vestidas com calças ou saias curtas nos templos. Após 2002 essas práticas foram mantidas como costumes próprios na Administração apostólica, porém não são mais obrigatórias e nem universais entre os fiéis, sendo comuns nas Missas e Igrejas pessoas que não as obedecem.
Após a publicação do motu proprio Summorum Pontificum em 2007, pelo Papa Bento XVI, a Administração passou a organizar anualmente para reunir sacerdotes e leigos ligados a espiritualidade litúrgica tradicional o "Encontro Summorum Pontificum", cujo "grande fruto é não só um conhecimento maior da Forma antiga, mas uma melhor celebração, com mais respeito e dignidade da Forma ordinária (...) como deseja o Santo Padre". Multiplicaram-se os pedidos de sacerdotes pedindo orientações para celebrar a missa de 1962 , motivo pelo qual a Administração elaborou "um DVD para ensinar aos sacerdotes que o desejarem o rito da missa segundo o missal de S. Pio V".
Em agosto de 2021 Dom Rifan disse: "Graças a Deus, em nossa ação, fora do âmbito jurisdicional da nossa Administração Apostólica, a pedido dos fiéis, os Bispos, em cujas dioceses exercemos o ministério com as devidas faculdades dadas por eles próprios, são unânimes em dizer que já seguimos as orientações dadas agora pelo Papa Francisco, agindo sempre em perfeita comunhão com eles e seguindo suas orientações. Por isso, não houve problemas para nós com o Motu Proprio Traditionis custodes, pois já seguimos essas orientações agora lembradas pelo Papa. Somos contra qualquer instrumentalização da Missa no rito romano antigo, como meio de atacar o Magistério da Igreja, os Sumos Pontífices e o Concílio Vaticano II. Isso falei pessoalmente ao Papa Francisco, que ficou ciente e tranquilo quanto à nossa posição".
E antes disse: "Infelizmente, essa intervenção do Papa atual foi provocada pelos abusos de muitos chamados tradicionalistas, que, não observando o que desejava Bento XVI, instrumentalizaram a Missa na forma tradicional para atacar o Papa e o Concílio Vaticano II. Mas esses não são a maioria nem os mais importantes, mas são os que mais gritam e aparecem nas redes sociais. É incomparavelmente maior o número daqueles fiéis que aderem à forma antiga do Rito Romano por razões corretas, nem a instrumentalizam, nem negam a ortodoxia e o valor do Concílio Vaticano II nem a reforma litúrgica dele oriunda, a chamada Missa de Paulo VI, ou a forma normal do Rito Romano. Os justos não poderiam pagar pelos pecadores (cf. Gn 18,23-25)".

## Posição doutrinária

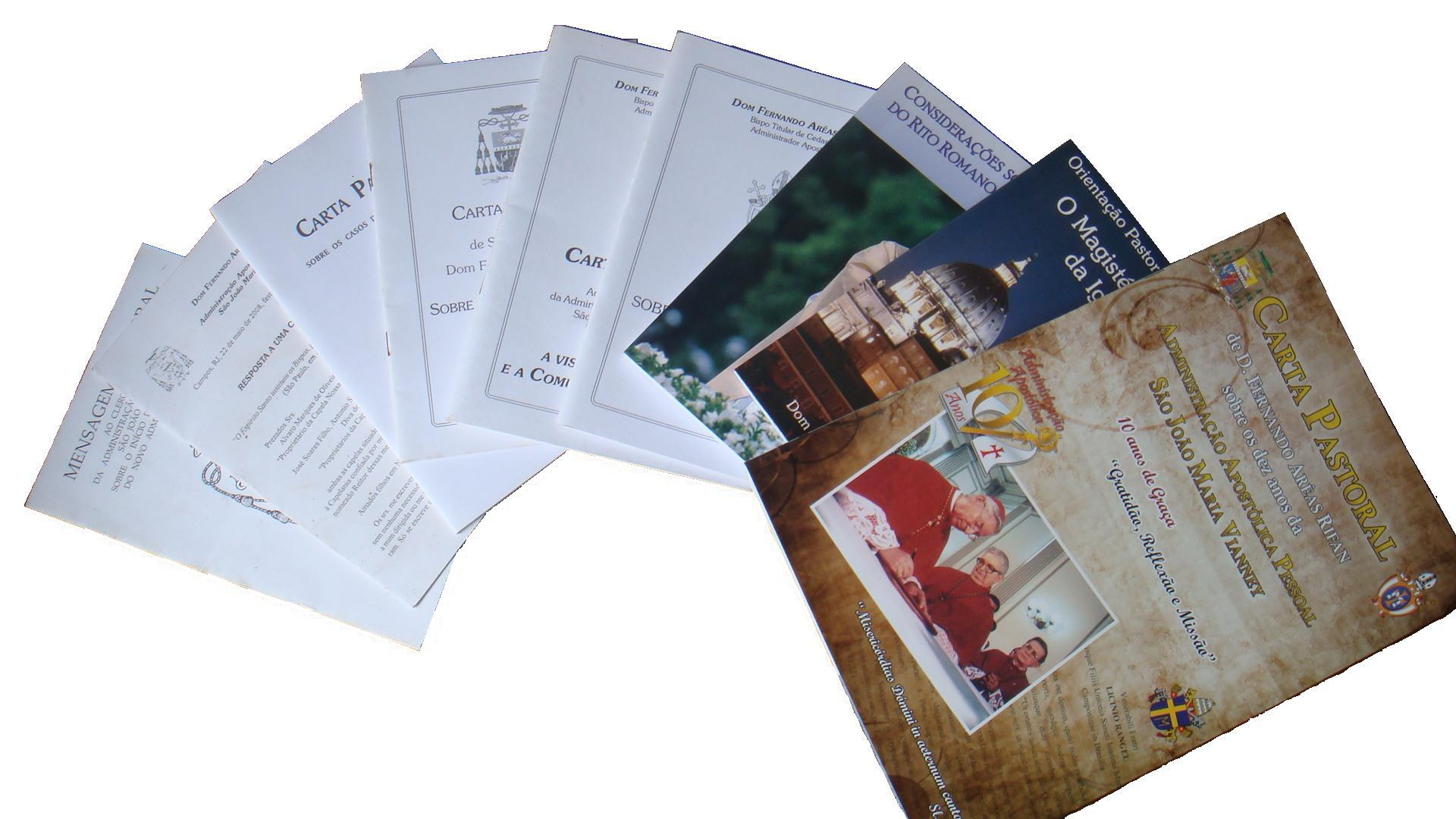
As Cartas Pastorais de Dom Rifan, escritas de 2002 a 2013, se dedicam a extinguir o tradicionalismo de Campos.

Dom Mayer nos primeiros anos após o Concílio, havia aceito sua doutrina como correta, e a interpretado de acordo com a Tradição da Igreja, embora sempre tenha sustentado que havia erros no texto da Dignitatis Humanae, e posteriormente na elaboração da Missa Nova. Já no início dos anos 80, porém, o pensamento de Dom Mayer havia se tornado claro e firme, e a partir daí, junto com Dom Lefebvre, sustentou que o Concílio era herético, posição compartilhada pela União Sacerdotal. Dom Rangel defendeu a mesma posição, até a regularização e criação da Administração pessoal em 2002, quando declara publicamente que aceita o Concílio e a validade da Missa Nova, Dom Rangel porém, deixa claro que construiria um diálogo referente a algumas passagens do Concílio, e não declara aceitar a "liceidade" da Missa nova, o que permite criticá-la. Em seguida a sua morte, porém, Dom Rifan tornou-se chefe da instituição e imediatamente editou uma série de "Cartas Pastorais" dirigidas a seus fiéis em que prescreve que a Administração segue a "hermenêutica e interpretação de continuidade" do Concílio Vaticano II, condenando totalmente a interpretação de descontinuidade, o documento central nesse sentido foi a "Orientação Pastoral – O magistério vivo da Igreja", de 2007. Para ele é carisma da Administração, o seguimento do Magistério do Papa e da Igreja, dessa forma aceitando toda a doutrina do Concílio.
Adotando essa posição, a Administração se diferencia profundamente da Fraternidade São Pio X, sua antiga parceira, que critica tanto a Administração, quanto os demais grupos que se uniram a Santa Sé, acusando-os de modernismo.
A exteriorização da aceitação das mudanças na religião católica, se dá principalmente na concelebração e participação de Dom Rifan e alguns de seus sacerdotes na Missa Nova, e eventos importante de instituições como a RCC (Renovação Carismática Católica), que evidencia sua união a Igreja. Pelo menos uma vez, Dom Rifan participou de um evento da Canção Nova, associada e difusora da RCC, na qual Dilma Roussef estava presente, na época de sua campanha eleitoral para a presidência, a Cúria da Administração pessoal se viu obrigada a publicar uma "nota", na qual explica que a presença de Dom Rifan não significava aprovação das ideias de Dilma.
A abrupta e rápida mudança de posição doutrinária do grupo por Dom Rifan tem sido ressaltada por críticos como possivelmente uma exigência feita pela Santa Sé para sua regularização canônica, que porém nunca foi revelada publicamente. Por vezes, sua nova posição, causa problemas com alguns de seus fiéis, que continuam sustentando a concepção conservadora anterior, sendo que uma parcela deles pediram para serem atendidos pela Fraternidade São Pio X, que fundou o "Priorado São Sebastião" para atendê-los naquela área. Também após sua regularização canônica, pelo menos dois padres de Campos, pediram transferência para a FSSPX.

## Brasão

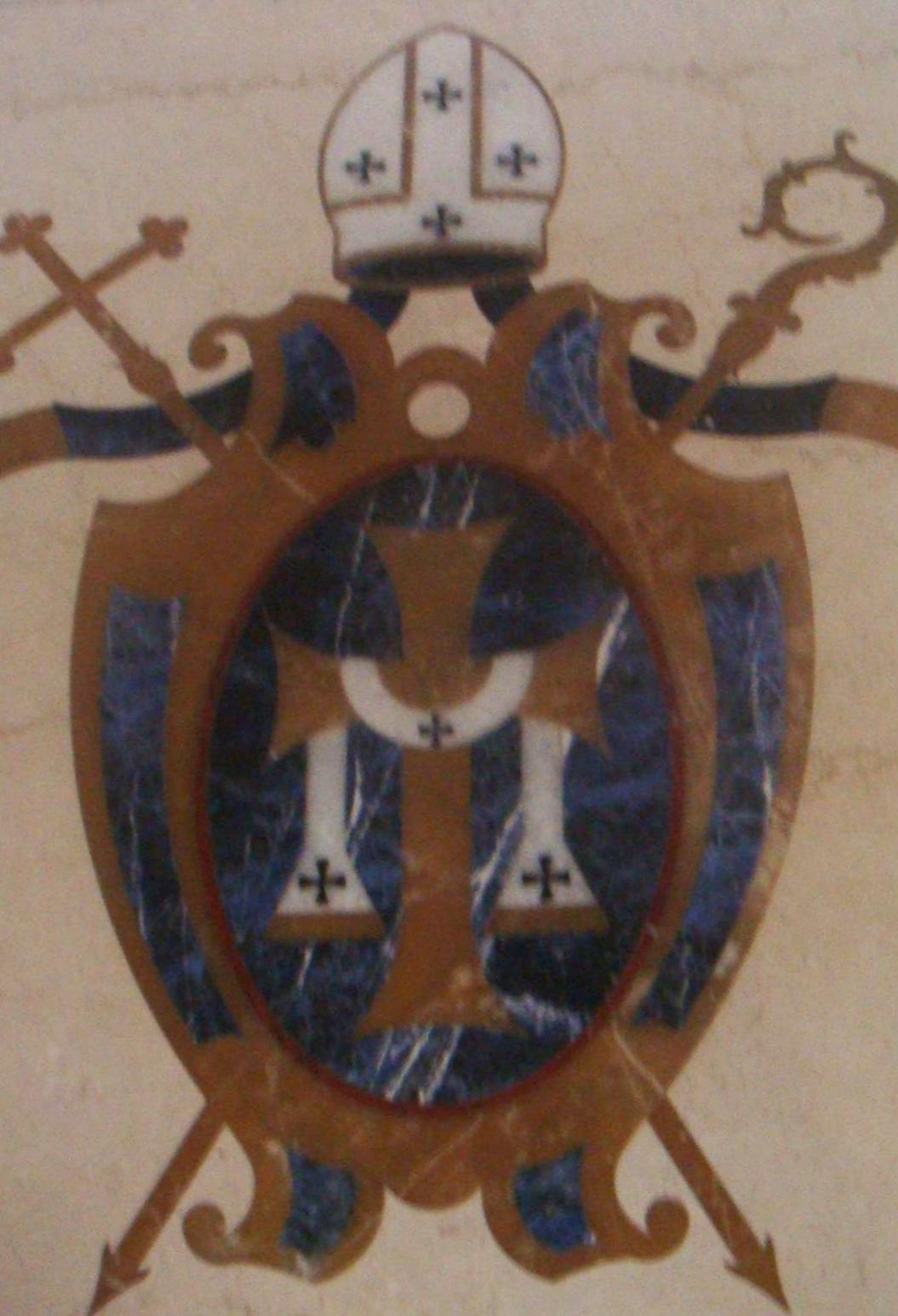
O Brasão da Administração apostólica esculpido em pedra no chão da Matriz da "Paróquia do Senhor Bom Jesus Crucificado e do Imaculado Coração de Maria", pertencente a mesma Administração, Bom Jesus do Itabapoana, Rio de Janeiro, Brasil.

- Descrição: O campo do escudo eclesiástico é azul, com uma cruz em jalde, portando uma estola clássica branca com três cruzes em jalde. Os elementos externos do brasão são a mitra com as ínfulas, o báculo, e a cruz processional.
- Explicação: O Brasão da Administração tem aspectos da heráldica eclesiástica que refletem a devoção de seus sacerdotes a Nossa Senhora, e a São João Maria Vianney. O campo do escudo eclesiástico é azul, cor associada a Nossa Senhora, significando que a Administração apostólica é consagrada a ela.

A cruz portando a estola são dois elementos que fazem referência a São João Vianney, que é considerado pela Igreja Católica o padroeiro dos padres, possivelmente fazendo alusão a uma frase que o santo teria dito no final da vida: "Como é bom morrer quando se viveu sob a cruz!". Uma vez que São João Vianney não possuía qualidades intelectuais ou administrativas, a frase possivelmente alude a que os sacerdotes da Administração, representados pela estola, peça de vestuário que simboliza a dignidade sacerdotal, devem depositar sua confiança, e a condução da pastoral e do apostolado na Administração primeiramente em Cristo e na sua graça, e não nas suas próprias capacidades humanas, e que assim, os padres devem ser dóceis à vontade de Deus, para serem seus eficazes instrumentos.
Os elementos externos do brasão expressam o poder de jurisdição e ordem do Administrador Apostólico que também é bispo, sendo os mesmos das dioceses, assim o timbre tem a mitra com as ínfulas e o báculo, símbolos do poder de jurisdição episcopal, e a cruz processional, símbolo do poder de ordem episcopal.